# Gonaxis usambarensis
Gonaxis usambarensis е вид коремоного от семейство Streptaxidae.

## Разпространение
Видът е разпространен в Танзания.